# Paimpont
Paimpont är en kommun i departementet Ille-et-Vilaine i regionen Bretagne i nordvästra Frankrike. Kommunen ligger i kantonen Plélan-le-Grand som tillhör arrondissementet Rennes. År 2022 hade Paimpont 1 778 invånare.

## Befolkningsutveckling
Antalet invånare i kommunen Paimpont
Referens:INSEE